# Aartsbisdom Barranquilla
Het aartsbisdom Barranquilla (Latijn: Archidioecesis Barranquillensis) is een rooms-katholiek aartsbisdom met als zetel Barranquilla, in Colombia. De aartsbisschop van Barranquilla is metropoliet van de kerkprovincie Barranquilla, waartoe ook de volgende suffragane bisdommen behoren:
- El Banco
- Riohacha
- Santa Marta
- Valledupar

## Geschiedenis
Het aartsbisdom werd opgericht op 7 juli 1932, als bisdom Barranquilla, uit delen van het aartsbisdom Cartagena, en was suffragaan aan het aartsbisdom Cartagena. Op 25 april 1969 werd het verheven tot metropolitaan aartsbisdom.

## Parochies
Het aartsbisdom had in 2022 een oppervlakte van 3.368 km2 en telde 2.949.000 inwoners waarvan 79,7% rooms-katholiek was.

## Ordinarii

### Bisschoppen
- Pedro Adán Brioschi (apostolisch administrator: 21 november 1932 - 12 mei 1934)

- Luis Calixto Leiva Charry (21 november 1933 - 16 mei 1939)
- Julio Caicedo Téllez (23 juni 1942 - 23 februari 1948)
- Jesús Antonio Castro Becerra (19 augustus 1948 - 18 december 1952)
- Francisco Gallego Pérez (3 februari 1953 - 18 december 1958)

### Aartsbisschoppen
- Germán Villa Gaviria (3 februari 1959 - 11 mei 1987)
  - Carlos José Ruiseco Vieira (hulpbisschop: 10 december 1971 - 28 maart 1977)
  - Hugo Eugenio Puccini Banfi (hulpbisschop: 9 december 1977 - 4 december 1987)
- Félix María Torres Parra (11 mei 1987 - 18 maart 1999)
  - Oscar Aníbal Salazar Gómez (hulpbisschop: 28 oktober 1995 - 5 juni 1999)
- Rubén Salazar Gómez (18 maart 1999 - 8 juli 2010; later kardinaal)
  - Luis Antonio Nova Rocha (hulpbisschop: 15 februari 2002 - 13 november 2010)
  - Victor Antonio Tamayo Betancourt (hulpbisschop: 12 december 2003 - 14 november 2017)
- Jairo Jaramillo Monsalve (13 november 2010 - 14 november 2017)
- Pablo Emiro Salas Anteliz (14 november 2017 - heden)

## Galerij van afbeeldingen

Wapen van het aartsbisdom Barranquilla
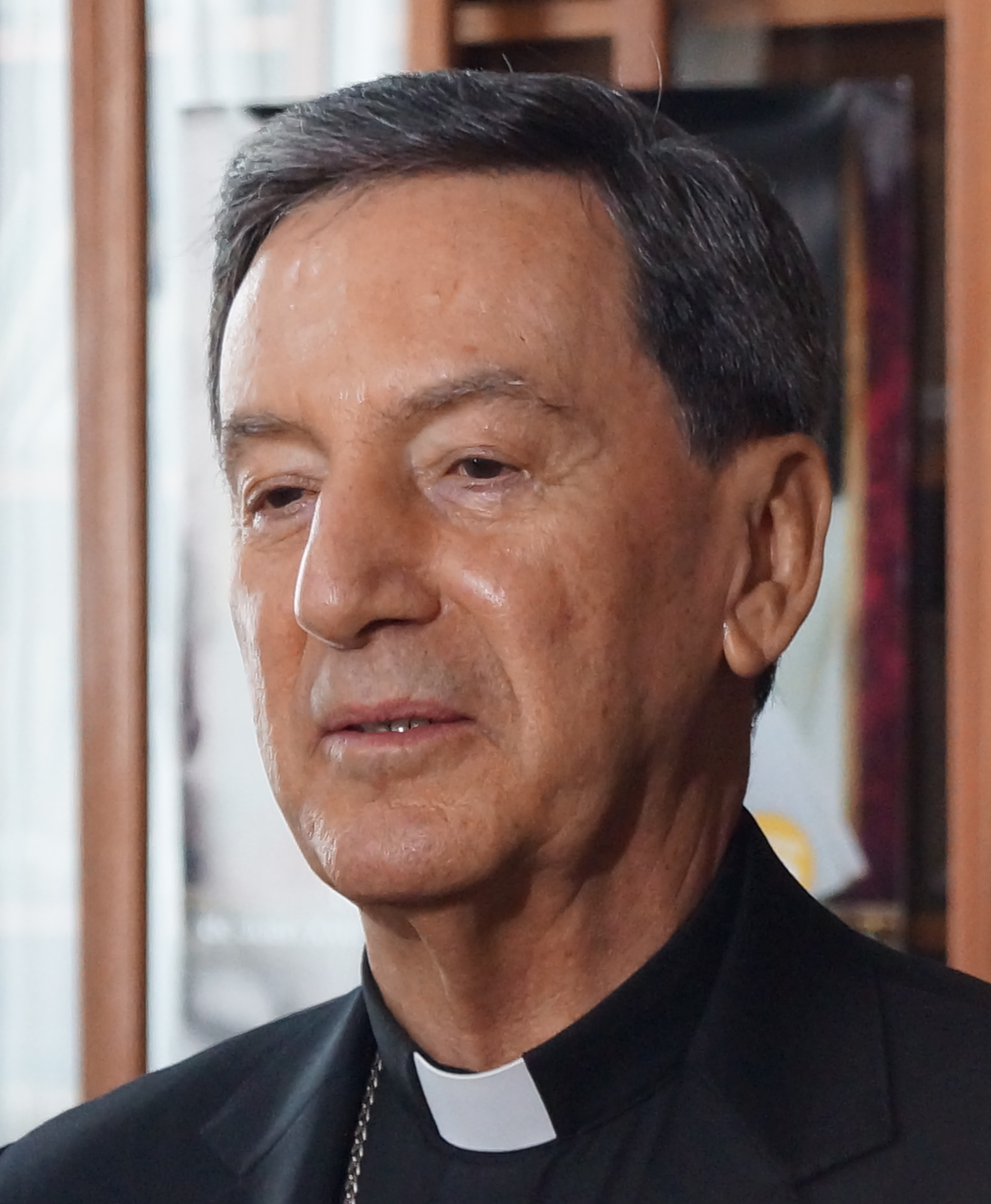
Kardinaal Rubén Salazar Gómez

Barranquilla (aartsbisdom) · El Banco · Riohacha · Santa Marta · Valledupar